# Grammostola monticola
Grammostola monticola é uma espécie de aranha pertencente à família Theraphosidae (tarântulas).

## Outros
- Lista das espécies de Theraphosidae — Lista completa das Tarântulas